# 照光寺 (小美玉市)
照光寺（しょうこうじ）は、茨城県小美玉市にある浄土宗の寺院。

## 歴史
1368年（応安元年）、鶴町照光の開基である。照光は地元の領主であり、寺号の「照光寺」は彼に由来する。天正年間（1573年 - 1592年）の戦火で焼失したが、間もなく復興した。
1844年（弘化元年）、水戸藩の藩主徳川斉昭による毀鐘鋳砲政策により梵鐘や寺領が没収され、1871年（明治4年）には廃寺処分を受けた。
当時の住職や檀家の陳情もあり、1878年（明治11年）に再興が認められた。現在の本堂は2014年（平成26年）に再建されたものである。

## 交通アクセス
- 路線バス田木谷停留所より徒歩26分。